# 出口超
出口超（でぐち わたる、9月11日 -）は京都府舞鶴市生まれのスノーボードプロコーチ、ダイビングインストラクター。

## 人物
- 日本体育大学卒
- SIA（日本プロスキー教師協会）元デモンストレーター、現在はデモコーチ
- 同協会のインストラクターを育成する指導者（イグザミナー）のチーフを勤め、教程執筆にも2度携わる
- 2006年、力学に基づいたボードのねじれを利用した理論を構築
- 人の骨格・バランスに応じたレッスン、バインディングのセッティング診断に定評がある
- 夏は舞鶴市にてスキューバダイビングとSUPのガイドをしている

## サポート企業
- Rossignol Snowboard
- Rossigno Apprel
- Giro
- Level
- 若狭ダイビングサービス
- ペンションダックテール

## 保有資格等
- SIA スノーボードステージⅣ、チーフイグザミナー、デモコーチ
- JSBA A級インストラクター、B級検定員

## 著書
- もっとカッコ良く滑る！スノーボード上達のコツ（2007年、メイツ出版）
- DVD付き 絶対うまくなる！スノーボード（2008年、主婦の友）
- SIA公式メソッド-スノーボードパート（2012年、芸文社）
- DVD付き はじめてでも絶対うまくなる！スノーボード（2016年、主婦の友）増版
- もっと優雅にカッコ良く滑る！スノーボード上達の導１（2018年、Kindle 自己出版）
- もっと優雅にカッコ良く滑る！スノーボード上達の導２（2019年、Kindle 自己出版）
- SIAオフィシャルメソッド-（本誌）：スノーボードパート（2020年、芸文社）
- SIAオフィシャルメソッド-（別冊）：スノーボードplus（2021年、SIA）
- もっと優雅にカッコ良く滑る！スノーボード上達の導３（2021年、Kindle 自己出版）

## 雑誌出演・監修
- FREERUN（2014年特集「TURN」、2015年特集「いい位置」、フリーラン）
- CARVE（メディアパル）
- SnowboardFUN（双葉社）　ほか